# Toulis-et-Attencourt
 Toulis-et-Attencourt  là một xã ở tỉnh Aisne, vùng Hauts-de-France thuộc miền bắc nước Pháp.